# Église Santé-André de Barletta
L'église Saint-André (italien : chiesa di Sant'Andrea) est une église située sur la Via Sant'Andrea à Barletta, à proximité des murailles de la ville. Son emplacement dans le centre historique est singulier et l'église actuelle est le résultat d'une succession de changements qui l'ont modifiée au cours de son histoire. Le bâtiment est surélevé à environ cinq mètres au-dessus du niveau de la rue et un escalier permet d'accéder à la porte principale. L'accès latéral, à l'arrière, se trouve ainsi plutôt à la même hauteur que la Via Duomo, la rue principale du centre historique.

## Histoire

### Origines
L'histoire des origines de l'église de Sant'Andrea est débattue. Il semble que le noyau de l'édifice religieux actuel était à l'origine occupé, au moins en partie, par une église dédiée au saint Sauveur et que la différence d'altitude de cinq mètres est due à l'abaissement du niveau de la rue souhaité à l'époque angevine pour permettre un accès plus facile à la mer. Jusque-là en effet, il y avait entre les murs de la ville et la mer une falaise qui ne pouvait être franchie que par une série d'escaliers. C'est pour cette raison que le quartier de Santa Maria, autour de la cathédrale du même nom, est situé à une altitude plus élevée qu'au-delà des anciennes murailles.

### IIe–XVIesiècles
L'église Santissimo Salvatore (Saint-Sauveur) semble remonter au XIIe siècle et était censée être une petite chapelle avec une structure romane typique se terminant par une abside derrière elle. Un siècle plus tard, un portail monumental a été construit sur le front principal. L'église a été construite par la famille Della Marra à laquelle elle appartenait jusqu'en 1532, date à laquelle elle a été cédée aux frères observateurs mineurs qui ont agrandi et modifié son apparence grâce à d'énormes dons. Cela lui a donné son allure typique des églises des ordres mendiants. Son nom change alors et l'édifice est dédié à Saint André. L'église se concentre sur une seule nef, selon les habitudes des Franciscains qui préféraient les environnements unitaires et caractérisés par une visibilité complète de l'intérieur. Les chapelles sont construites avec des autels où il y avait auparavant les bas-côtés. Après la remise de l'église à l'Ordre des Frères Mineurs, un couvent est fondé en 1578 à côté de l'église et est également utilisé comme école.

### XVIIe–XVIIIesiècles
La peste de 1656 a eu de graves conséquences sur l'église de Sant'Andrea et sur le couvent, à tel point que des fosses communes sont creusées près des cloisons séparant le couvent et l'église pour y mettre les cadavres des pestiférés. Après cette période difficile, la construction du couvent et l'achèvement de l'église se sont poursuivis tout au long du XVIIe siècle. En 1701, une nouvelle expansion du couvent et une élévation de la nef centrale de l'église ont été entrepris afin de s'adapter à la hauteur du toit du couvent voisin. À cette époque, de nombreux nobles barlettans choisissent l'une des chapelles de l'église comme lieu de sépulture personnel, généralement à la suite de dons importants en faveur des Franciscains. Avec l'arrivée des Français à la fin du XVIIIe siècle, le couvent devient le quartier général des troupes militaires, mettant fin à l'enseignement de la théologie et à la tenue des écoles élémentaires dans le bâtiment.

### XIXe–XXIesiècles
L'édit de Joachim Murat de 1809 prévoit la suppression des ordres religieux, ce qui provoque la fin définitive du couvent qui est alors transféré à la municipalité. L'église, quant à elle, reste ouverte aux célébrations liturgiques. Jusqu'à l'unification de l'Italie, l'histoire ancien couvent est rythmé par l'alternance des troupes militaires. À partir de 1876, il est en partie utilisé comme prison et en partie comme caserne, tandis que l'église, fermée quelques décennies plus tôt, restait fermée au public. Ce n'est que dans les années 1930 que les carabiniers déménagent, laissant les locaux du couvent libres. La prison reste quant à elle en activité jusque dans les années 1980, le bâtiment étant depuis lors à l'abandon. En 1959, l'église Sant'Andrea est érigée en paroisse et depuis lors, elle continue d'exercer ses fonctions religieuses. À la suite de travaux de restauration, le complexe ecclésiastique a été rendu au public en novembre 2009.

## Architecture
L'église de Sant'Andrea est située dans le quartier de Santa Maria, du nom de la cathédrale voisine. L'église, équipée d'un clocher, se caractérise par deux entrées : une principale située à l'ouest et l'autre, secondaire, située le long de la nef latérale. Près du portail principal se trouve le cimetière, surélevé par rapport à la Via Sant'Andrea d'environ cinq mètres de hauteur et qui lui est relié par un escalier. Au-delà du portail, finement décoré, l'église semble être le résultat d'une série de stratifications, d'ajouts et de fusions qui ont eu lieu au fil du temps. L'élévation ouest, la principale, voit en axe la présence du portail monumental et, au-dessus, une fenêtre cintrée qui illumine la nef centrale.
Un élément fondamental de la façade principale est le portail monumental avec la présence sur chacun des deux côtés de quatre colonnes à chapiteaux qui devaient probablement soutenir un arc supérieur. Le tympan est ouvert et abrite en son l'intérieur des sculptures taillées dans la pierre représentant le Christ au centre avec à droite la Vierge et à gauche Jean Baptiste, les deux bras tendus et dirigés vers la figure centrale de Jésus. Dans la partie latérale du tympan, deux anges agenouillés de profil font face au centre de la scène. Sur les piliers, d'autres scènes représentent l'Ancien et le Nouveau Testament.
L'intérieur est divisé en trois nefs, avec dans les nefs latérales la présence des douze chapelles construites à différentes époques. La nef centrale, recouverte d'un système de poutres en bois, est séparée de celles latérales par une série de piliers surmontés d'arcs. L'intérieur est éclairé par de grandes fenêtres situées le long de la nef centrale, en haut, du côté sud de l'église. En bas, dans l'axe de l'accès principal, il y a le grand autel, couvert par une voûte en berceau.